# Euagathis javana
Euagathis javana är en stekelart som beskrevs av Szepligeti 1902. Euagathis javana ingår i släktet Euagathis och familjen bracksteklar. Inga underarter finns listade i Catalogue of Life.